# Гроздасти руј
Гроздасти руј (Rhus coriaria L.) Већина сматра да име рода долази од грчке речи  = дрво за штављење. Други наводе да је од грчког ρχεο = капати, што бива када се кора засече, или од келтског rhudd = црвен, због боје плода. Име врсте потиче од латинске речи  = кожа. Поред имана у наслову срећу се и: јеленов рог, редак, рој, кордовански руј, рујевина, сумак, чресло, шмак.

## Опис врсте
Гроздасти руј је листопадни жбун од 1 до 3 m висине. Кора је танка, мркосива, код младих изданака густо жлездасто длакава. Коренов систем је површински са густом мрежом бочних коренова.
Лист је непарно пераст на длакавој петељци, која је дуга од 12 до 20 cm. Лист садржи од 7 до 15 лиски које су овалне или јајасто издужене, грубо тестерасте, са лица скоро голе и тамнозелене, са наличја сомотасто – сиво длакаве; дуге су 2,5-5 cm и широке од 1-2,5 cm. Лист садржи око 25% танинског материјала.
Цветови су мали, бели или жути у бочним или терминалним усправним гроздовима, дводоми или хермафродитни. Врста је ентомофилна, цвета маја – јуна.
Плодови - суве коштунице - су ситни, округласти, мркоцрвени, жљездасто длакави, са по једном сјајном коштицом. Опори су, киселог укуса, срасли у длакави, црвени грозд. Сазревају касно у јесен и остају на гранама до пролећа. Семе је ситно, мрко, сјајно, бубрежастог облика.

## Ареал
Распрострањен је претежно у Медитерану, од Мадеире на западу, до Турске, Ирана, Јерменије, Авганистана, на истоку. На просторима бивше Југославије распростарањен је у Македонији, Далмацији и Црној Гори. Расте по рубовима котлина, као и геолошким теснацима, по сувим сунчаним падинама. У Македонији га има на висинама од 800 метара, изузетно до 1300 метара (планина Кожуф). Гради често посебне заједнице, шибљаке, а јавља се у макији и псеудомакији>.

## Биоеколошке карактеристике
Гроздасти руј је изразити хелиофит и ксерофит. Расте на сувим, сунчаним падинама и различитим геолошким супстратима, како на кречњаку тако и на силикату и лапорцу. У погледу земљишта није избирљив, расте на врло сиромашном и испраном земљишту, неутралне до слабо киселе реакције. Отпоран је према суши, слабо подноси засењивање, а добро подности ниске зимске температуре. Има велику изданачку способност из жила.

## Примена
Код нас ова врста нема значај, али у Медитеранском подручју служи као сировина за екстракцију танинских материјала (због тога се узгаја на Сицилији). Дрво се употребљава и као техничко дрво за израду ситнијих предмета. Лишће и гранчице служе за бојење у црно, корен и плод у црвено, а кора за бојење у жуто. У западној Азији је широко распрострањен као зачин и лек.

## Размножавање
Врста се размножава генеративно. Семе гроздастог руја има двоструку дормантност (егзогену и ендогену), изражену дормантност семењаче и физиолошку дормантност средњег до јаког интензитета. Ефикасан начин отклањања дормантности гроздастог руја је хемијска скарификација у комбинацији са голом или класичном стратификацијом..